# Sicilia Classic 2010
Il Sicilia Classic 2010 è stato un torneo professionistico di tennis maschile giocato sulla terra rossa. È stata la 2ª edizione del torneo e  faceva parte dell'ATP Challenger Tour 2010. Si è giocato sui campi del Country Time Club a Palermo in Italia dal 4 al 10 ottobre 2010.

## Partecipanti

### Teste di serie
| Nazionalità | Giocatore        | Ranking* | Testa di serie |
| ----------- | ---------------- | -------- | -------------- |
| Italia      | Filippo Volandri | 98       | 1              |
| Italia      | Simone Bolelli   | 117      | 2              |
| Kazakistan  | Jurij Ščukin     | 125      | 3              |
| Austria     | Martin Fischer   | 138      | 4              |
| Italia      | Alessio Di Mauro | 158      | 5              |
| Romania     | Adrian Ungur     | 159      | 6              |
| Francia     | Éric Prodon      | 160      | 7              |
| Marocco     | Reda El Amrani   | 164      | 8              |

- Ranking al 27 settembre 2010.

### Altri partecipanti
Giocatori che hanno ricevuto una wild card:
- Francesco Aldi
- Simone Bolelli
- Marco Cecchinato
- Thomas Muster
- Boris Pašanski (special entrant)

Giocatori passati dalle qualificazioni:
- Nicolas Devilder
- Alessandro Giannessi
- Gianluca Naso
- Walter Trusendi

## Campioni

### Singolare
Attila Balázs ha battuto in finale  Martin Fischer con il punteggio di 7–6(4), 2–6, 6–1

### Doppio
Martin Fischer /  Philipp Oswald hanno battuto in finale  Alessandro Motti /  Simone Vagnozzi con il punteggio di 4–6, 6–2, [10–6]